# Immobilien.net
Immobilien.net ist eine Immobilienplattform in Österreich. Die Website wird von der Immobilien Scout Österreich GmbH mit Sitz in Wien betrieben.

## Geschichte
Immobilien.net wurde 1994 als erste Immobilienplattform im deutschsprachigen Raum von Alexander und Markus Ertler gegründet und gehört seit Mai 2014 zu ImmobilienScout24, einem Unternehmen der Scout24-Gruppe.
Das Immobilien.net-Netzwerk zählte zu den meistbesuchten Immobilienwebsites Österreichs. Bei der Gesamtreichweite der Dachangebote in Österreich belegte immobilien.net laut ÖWA Plus Studie 2009-II mit 3,4 % Platz 19.
Seit Übernahme durch ImmobilienScout24 wird das Portal immobilien.net nicht mehr eigenständig weiterentwickelt und vermarktet, es fungiert nur mehr als Partnerportal.

## Belege
1. ↑   „ÖWA Plus“ (Memento vom 4. Juli 2010 im Internet Archive) (PDF; 943 kB) oewa.at, Januar 2010